# Contracte pel Web
El Contracte pel Web és una iniciativa global de la World Wide Web Foundation publicada el 25 de novembre de 2019 per tal d'intentar abordar qüestions com la manipulació política, les notícies falses o les violacions de privadesa a Internet.

## Història
El novembre de 2018, Tim Berners-Lee va anunciar un projecte per construir un nou contracte pel web que reunís governs, empreses i ciutadans al voltant d'un conjunt compartit de compromisos per construir una xarxa millor. El gener de 2019, més de 80 signants dels principis del contracte van debatre i negociar els detalls i compromisos complets que s'esmentarien al contracte complet.
El juliol de 2019, la World Wide Web Foundation va publicar el primer esborrany.

## Principis
Aquest pla d'acció inclou nou principis centrals, tres per a cada destinatari del contracte (governs, empreses i particulars):
1. Assegurar-se que tothom pugui connectar-se a Internet.
2. Fer que la totalitat d'Internet estigui disponible en tot moment.
3. Respectar i protegir els drets bàsics de les persones sobre les seves dades i la seva privacitat a la xarxa.
4. Fer que Internet sigui assequible i accessible per a tothom.
5. Respectar i protegir la privacitat i les dades personals, amb la finalitat de generar confiança en la xarxa.
6. Desenvolupar tecnologies que promoguin el millor de la humanitat i contribueixin a mitigar el pitjor.
7. Crear i col·laborar en el web.
8. Construir comunitats sòlides que respectin el discurs civil i la dignitat humana.
9. Lluitar pel web.

## Adopció
En el moment de la publicació, el pla va comptar amb el suport de més de 150 organitzacions, entre les quals hi havia Google, Microsoft i Facebook. Aquesta darrera, tot i donar suport al pla, semblava ignorar la petició de Berners-Lee a Mark Zuckerberg de deixar els anuncis polítics dirigits durant les eleccions generals del Regne Unit de 2019.